# أرنالدوس دي فيلا نوفا
أرنالدوس دي فيلا نوفا (بالإسبانية: Arnaldus de Villa Nova) (حوالي 1240-1311) كان طبيبًا ومصلحًا دينيًا وعالماً كيميائياً.
وُلِد فيتاج أرغون، على الأرجح فيانويفا دي خيلوكا أو بلنسية، ودرس الطب وتلقى أيضًا بعض دورات علم اللاهوت. بعد أن عاش في بلاط أراغون وقام بالتدريس لسنوات عديدة في كلية الطب في مونبلييه، ذهب إلى باريس، حيث اكتسب شهرة كبيرة؛ لكنه تسبب في عداوة رجال الدين. في عام 1311 تم استدعاؤه إلى أفنيون من قبل البابا كليمنت الخامس، لكنه توفي في رحلته البحرية قبالة سواحل جنوة.
يعود له الفضل في ترجمة عدد من النصوص الطبية من العربية، بما في ذلك أعمال ابن سينا وأبو الصلت وجالينوس.